# Robert Steinhäuser
Robert Steinhäuser (ur. 22 stycznia 1983 w Erfurcie, zm. tamże 26 kwietnia 2002) – były uczeń Gutenberg-Gymnasium (Gimnazjum im. Gutenberga) w Erfurcie, sprawca masakry, która miała miejsce w tejże szkole 26 kwietnia 2002 roku.
Steinhäuser był mocno zbudowanym, krótko ostrzyżonym chłopcem. Mieszkał w zadbanym domu razem z matką (pielęgniarką) i dziadkiem zaledwie kilkaset metrów od szkoły. Jego szkolni koledzy określali go jako inteligentnego i dającego się lubić introwertyka. Robert Steinhäuser był również członkiem klubu strzeleckiego. Posiadał dzięki temu legalnie dwie sztuki broni: Glocka 17 o kalibrze 9 mm oraz wielkokalibrową strzelbę „pump action”. Jego starszy brat był prymusem, ale Roberta w październiku 2001 za wagarowanie i przyniesienie fałszywego zwolnienia lekarskiego wydalono ze szkoły; jego rodzice nie wiedzieli o tym fakcie i byli przekonani, że ich syn przygotowuje się do matury.

## Masakra
Steinhäuser planował atak na szkołę już wcześniej – obrał sobie datę 26 kwietnia, czyli dzień matury z matematyki. Wcześniej schował w szkolnej toalecie około 500 sztuk amunicji i strój ninja. 26 kwietnia wziął ze sobą broń, którą posiadał (ostatecznie używał tylko Glocka), poszedł do szkoły, w toalecie przebrał się w strój i około godziny 11:00 rozpoczął strzelaninę, podczas której zabił 12 nauczycieli, sekretarkę, 2 uczennice i policjanta. Pod koniec tej masakry został zaczepiony przez 60-letniego nauczyciela Rainera Heisego, który powiedział do niego: „Strzel do mnie, tylko patrz mi w oczy!” („Drück ab! Wenn du mich jetzt erschießt, dann guck mir in die Augen!”) – Steinhäuser zawahał się, po czym odpowiedział: „Na dziś wystarczy, panie Heise.” („Für heute reicht's, Herr Heise.”). W tym momencie Heise wepchnął go do najbliższej klasy, zamknął drzwi na klucz i zbiegł do sekretariatu. Krótko po tym wydarzeniu Steinhäuser popełnił samobójstwo (zastrzelił się).
Słowa Steinhäusera „Für heute reicht's” są także tytułem kontrowersyjnej książki o masakrze autorstwa Ines Geipel.